# Пфайфер, Виктор
Виктор Пфайфер (нем. Viktor Pfeifer; род. 16 мая 1987 года в Граце, Австрия) — австрийский фигурист, выступающий в одиночном разряде. Семикратный чемпион Австрии. По состоянию на июнь 2011 года занимает 55-е место в рейтинге Международного союза конькобежцев (ИСУ).

## Карьера
После сезона 2006—2007 Виктор переехал в США и заявил о своём намерении выступать за эту страну. Однако в сезоне 2007—2008 он не смог пройти отбор на «Eastern Sectionals» и не попал в финал чемпионата Соединённых Штатов. После этого предпочел снова выступать за Австрию.
На крупных международных соревнованиях занимает преимущественно невысокие места, редко отбираясь в произвольную программу. Однако в 2005 году на турнире «Мемориал Карл Шефера» занял 5-е место и квалифицировался на зимние Олимпийские игры 2006, где был 22-м.
В 2009 году он, став 5-м на турнире «Nebelhorn Trophy 2009», завоевал для Австрии одну путёвку в мужском одиночном катании на Олимпиаду 2010 года.

## Спортивные достижения

### Результаты после 2010 года
| Соревнования           | 2010—2011 | 2011—2012 | 2012—2013 |
| ---------------------- | --------- | --------- | --------- |
| Чемпионаты мира        | 26        | 22        | 20        |
| Чемпионаты Европы      | 18        | 18        | 8         |
| Чемпионаты Австрии     | 1         | 1         | 1         |
| Skate America          | 12        |           |           |
| Nebelhorn Trophy       | 13        |           |           |
| Мемориал Ондрея Непелы | 5         |           |           |
| Icechallenge           |           | 3         | 11        |

### Результаты до 2010 года
| Соревнования            | 2002—03 | 2003—04 | 2004—05 | 2005—06 | 2006—07 | 2007—08 | 2008—09 | 2009—10 |
| ----------------------- | ------- | ------- | ------- | ------- | ------- | ------- | ------- | ------- |
| Зимние Олимпийские игры |         |         |         | 22      |         |         |         | 21      |
| Чемпионаты мира         |         |         | 23      | 26      |         |         | 29      | 20      |
| Чемпионаты Европы       |         |         | 18      | 18      |         |         | 29      | 17      |
| Чемпионаты Австрии      | 1       | 2       | 1       | 1       | 2       |         | 1       | 1       |
| Мемориал Карла Шефера   |         |         |         | 5       |         |         | 5       |         |
| Nebelhorn Trophy        |         |         |         |         |         |         | 10      | 5       |
| Мемориал Ондрея Непелы  |         |         |         |         |         |         |         | 2       |